# Буфексамак
Буфексамак(англ. Bufexamac) — нестероидный противовоспалительный препарат (НПВП) класса производных акрилуксусной кислоты. Оказывает противовоспалительное действие. Известен под торговыми марками Буфадерм, Парфенак и Парадерм. Входит в состав препаратов для лечения заболеваний аноректальной зоны «Проктозан» и «Проктозол».

## Описание и свойства
Используется для местного применения, и ректально. Буфексамак, как и другие нестероидные противовоспалительные препараты, блокирует активность циклооксигеназы-2 (ЦОГ2), тем самым нарушая синтез простагландинов, которые являются основными медиаторами воспаления. Мази и лосьоны, содержащие буфексамак, используются для лечения подострой и хронической кожной экземы, атопической экземы, зуда, солнечных ожогов и других лёгких ожогов. Свечи, содержащие буфексамак в сочетании с местными анестетиками, используются для лечения геморроя. В поражённые участки кожного покрова втирают мазь, или накладывают окклюзионную повязку, от одного до трёх раз в сутки. Если заболевание находится в острой стадии, перед применением буфексамака назначают терапию глюкокортикостероидами. Длительность применения составляет не более шести месяцев.
Побочные действия: возможны покраснение, жжение, зуд, сухость и шелушение кожи, крапивница в месте применения препарата.
Противопоказания к препарату: повышенная чувствительность к буфексамаку, период беременности и лактации.
Применение буфексамака может вызвать тяжёлый аллергический контактный дерматит. По этой причине в апреле 2010 года препарат, а также другие лекарства, в состав которых он входит, были отозваны Европейским агентством лекарственных средств с продажи и производства в Европейском союзе. В проводимых исследованиях отмечались серьёзные аллергические реакции. При этом риск увеличивался, если пациент имел экземы, при которых часто назначают буфексамак. Кроме того, аллергические реакции, вызванные препаратом, очень похожи на заболевание, которое лечится, что приводило к потенциальной задержке и правильной диагностике и лечении пациентов. 18 сентября 2020 года буфексамак был удалён из Австралийского реестра терапевтических товаров, Австралийская администрация лекарственных средств отменила регистрацию и продажу препарата в Австралии.